# Daniel Schütz (Fußballspieler)
Daniel Schütz (* 19. Juni 1991 in Mooskirchen) ist ein ehemaliger österreichischer Fußballspieler.

## Karriere
Schütz begann im Alter von sechs Jahren beim steirischen USV Mooskirchen Fußball zu spielen. Aufgrund seines Talents wechselte er im Jänner 2005, zuerst leihweise, in die Nachwuchsabteilung des damaligen Bundesligisten Grazer AK, von dem er im Juli 2005 fix verpflichtet wurde. In der Nachwuchs-Akademie des Grazer AK wurde er in verschiedenen Nachwuchsmannschaften weiter ausgebildet.
Nach dem Konkurs des Vereins und dem damit verbundenen Zwangsabstieg in die Regionalliga Mitte wurde der erst 16-jährige Schütz ab der Saison 2007/08 in den Kader der Kampfmannschaft aufgenommen. Seinen ersten Einsatz in der Kampfmannschaft hatte Schütz, als er am 9. August 2007 bei der 0:1-Niederlage gegen den SK Sturm Graz II vor 5561 Zuschauern in der Grazer UPC Arena in der 57. Spielminute für Avan Mohiden eingewechselt wurde. Schütz konnte sich auf Anhieb einen Stammplatz in der Kampfmannschaft erspielen und bestritt in seiner ersten Saison 27 Meisterschaftsspiele, in denen er als Mittelfeldspieler vier Tore erzielte.
Nach weiteren eineinhalb Saisonen beim Grazer AK unterschrieb Daniel Schütz am 1. Februar 2010 beim SCR Altach seinen ersten Vertrag als Fußballprofi. Auch in der österreichischen Ersten Liga (zweithöchste Leistungsstufe) konnte er auf Anhieb einen Stammplatz sichern und bestritt in der ersten Halbsaison 13 Spiele. Am 6. April 2010 konnte Schütz im Schlagerspiel gegen den FC Wacker Innsbruck sein erstes Profitor erzielen. Vor 6200 Zuschauern legte der nur 1,70 Meter große Schütz in seinem sechsten Profispiel mit seinem Kopfballtreffer zum 1:0 den Grundstein zum späteren 3:0-Sieg seiner Mannschaft. Trainer Adi Hütter zeigte sich vom Jungprofi höchst angetan: „Durch seine Schnelligkeit und seine gute Technik ist er der ideale Spieler für die rechte Außenbahn.“ In der letzten Runde am 28. Mai 2010 beim 2:1-Auswärtssieg des SCR Altach erzielte Schütz mit seinem Treffer zum 1:0 nach 50 Sekunden den frühesten Treffer der gesamten Saison 2009/10 in der Ersten Liga. Im Sommer 2011 wechselte er zum Bundesligisten FC Wacker Innsbruck. Nach dem Abstieg mit den Tirolern wechselte er ablösefrei zum SV Grödig und schloss sich dem Verein aus der Bundesliga an. In seinem ersten internationalen Auftritt für die Salzburger gegen den FK Čukarički in der Qualifikation für die Europa League gelangen dem Steirer gleich zwei Treffer.
Nachdem sich Grödig aus dem Profifußball zurückgezogen hatte, wechselte er im Sommer 2016 zum Bundesligisten SKN St. Pölten, wo er einen bis Juni 2018 gültigen Vertrag erhielt. In fünf Spielzeiten mit den Niederösterreichern in der höchsten Spielklasse kam Schütz zu 105 Einsätzen. Am Ende der Saison 2020/21 musste der SKN den Gang in die Zweitklassigkeiten antreten. Dennoch hielt der Mittelfeldspieler den St. Pöltnern die Treue und verlängerte seinen Vertrag bis 2022 mit Option. Dieser Vertrag wurde im Mai 2022 wieder um ein weiteres Jahr bis 2023 mit Option verlängert.
Nach acht Jahren und 165 Pflichtspieleinsätzen verließ er den SKN zur Saison 2024/25 und wechselte zum Regionalligisten Kremser SC, bei dem er zudem Co-Trainer von Jochen Fallmann wurde. Nach nur wenigen Wochen verließ Schütz den Kremser SC wieder und übernahm die Stelle des Co-Trainer beim SKN St. Pölten. Zur Saison 2025/26 übernahm Schütz neben der Position des Co-Trainer bei den Profis noch die SKN St. Pölten Juniors als Trainer.

## Erfolge
- Wahl zum „Young Star“ des Monats April & September 2010 der österreichischen Bundesliga[12]